# T-90 Calima

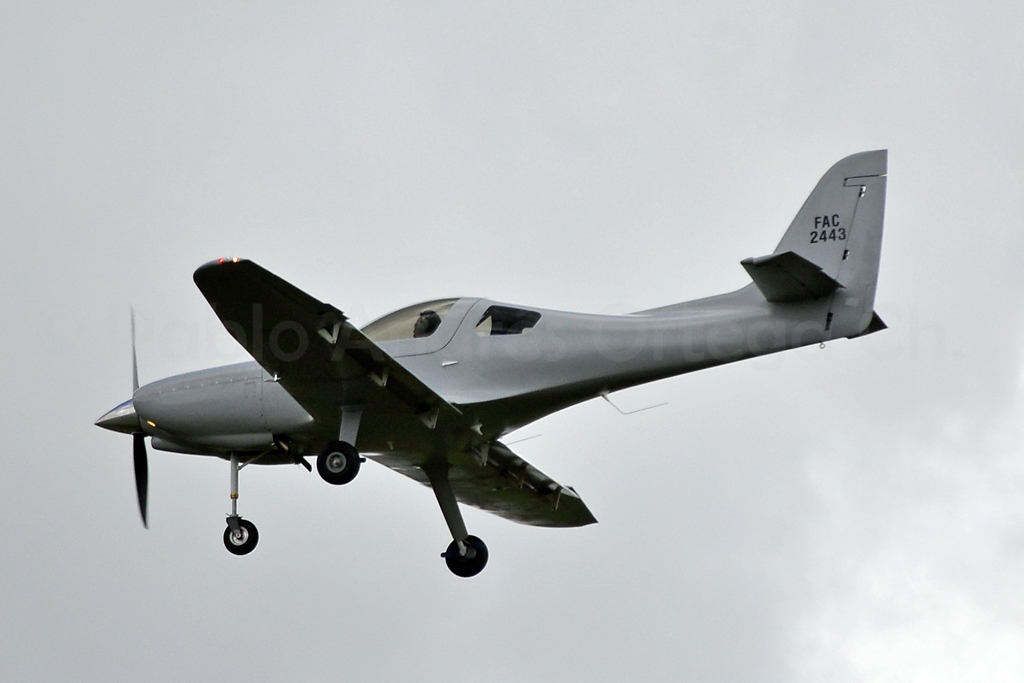
T-90 Calima en aproximación final

El T-90 Calima es un avión de entrenamiento básico. Es el resultado de una alianza estratégica entre la compañía estatal colombiana Corporación de la Industria Aeronáutica Colombiana S.A. (CIAC) y "Unión Temporal Avión de Entrenamiento Lancair" - asociación conformada por Lancair International Inc. y Sud Air (subsidiaria estadounidense de Sudamin A&D S.A.). Aunque el avión es construido en Colombia, el diseño y la fabricación de parte de sus componentes proviene de Lancair, una compañía fabricante estadounidense de aviones de kit con sede en Redmond, Oregón. El acuerdo comercial que permite a la CIAC construir el avión con Sud Air bajo licencia de Lancair tuvo un costo de 6.5 millones de US$ y en su fase de desarrollo previa a la construcción en Colombia recibió la denominación Lancair Synergy.
Con el desarrollo del T-90 Calima, la Fuerza Aérea Colombiana buscaba la renovación de su flota de aviones de entrenamiento, dentro de los cuales se encuentran Beechcraft T-34 Mentor y Cessna T-41 Mescalero con más de cuarenta años en servicio activo.

## Diseño y desarrollo
El T-90 Calima es en esencia una versión modificada del Lancair Legacy FG; al igual que otros productos de Lancair, se trata de un avión experimental que se vende desensamblado en kits. Normalmente, los fabricantes tramitan ante la FAA un Certificado de Tipo (FAA Type Certificate o TC) que puede basarse en un código de diseño como el FAR Part 23. Sin embargo para los aviones armados por kit o "experimentales", que no tienen TC, la aprobación de la FAA como aeronave "experimental", no se basa en dicho código y prevé que al menos un 51% de las partes del avión sean ensambladas por el propietario, haciendo que el proceso de ensamblaje sea considerado como parte de la certificación de aeronavegabilidad, más no de tipo. Debido a esta particularidad, los aviones de kit resultan atractivos al tener un costo menor al de un avión con certificado tipo (TC) aunque, como en el caso del T-90, pueden estar equipados con motores, aviónica y otros dispositivos que llevan aviones certificados.
Características de diseño, Lancair International Inc.
El Lancair Legacy FG es un monoplano de ala baja cantilever, hecho principalmente con capas aglomeradas y unidas por vacío de material compuesto de alta especificación que incluye fibra de carbono, fibra de vidrio y Nomex. La designación FG significa fixed gear, es decir, es la versión con tren de aterrizaje fijo cuya configuración es en triciclo. Posee una carlinga de burbuja con ventana única que se abre hacia adelante a modo de escotilla y su interior tiene acomodación para dos ocupantes en configuración lado a lado. Su antecesor inmediato es el Lancair 320, que se remonta a 1988, diseñado por el miembro fundador de Lancair, Lance A. Neibauer. El kit básico del Legacy FG tenía un costo base de 57.000 US$ en 2011, el costo de su ensamblaje y configuración final llegaba a un total de 220,000 a 320,000 US$.
Para el Lancair T-90 Calima se implementaron modificaciones especificadas por la Fuerza Aérea Colombiana, incrementando la envergadura alar en un 20% y la longitud de los flaps (aumentando la superficie alar en un 15%); también tiene una cola diferente a la del Legacy, similar a la del Lancair Evolution.
Tecnología de materiales
Las características de este tipo de tecnología y construcción fueron desarrolladas, implementadas o mejoradas bajo el programa Advanced General Aviation Transport Experiments AGATE de la NASA, creado en 1994 para reactivar la aviación general estadounidense al desarrollar bajo acuerdo con la FAA la categoría "Sistema de Transporte de Aviones Pequeños" ó Small Aircraft Transportation System; Lancair International Inc. fue participante de dicho programa. 
Fabricación y Ensamble
Para la fabricación de las partes necesarias se crearon dos talleres de ensamblaje con un horno autoclave, en las instalaciones del Comando Aéreo de Mantenimiento (CAMAN), ubicado en la Base Aérea Mayor Justino Mariño Cuesto en Madrid, Cundinamarca, que se encuentra a pocos kilómetros al occidente del Aeropuerto Internacional El Dorado. Lancair creó y suministró los moldes de ensamble y dio la capacitación técnica para construir los 25 aparatos. El T-90 Calima es el primer avión construido con materiales compuestos en una línea de montaje establecida en Colombia. El primer vuelo de prueba y demostración tuvo lugar el 29 de septiembre de 2009 en dicha base aérea.
Sin embargo, el primer avión con Certificado de Tipo diseñado en Colombia ha sido el Gavilán G358 registrado por Aero Mercantil en 1992 —también usado por las Fuerzas Armadas Colombianas— aunque desarrollado de forma autónoma a finales de la década de 1990 dentro de las instalaciones de Aero Industrial Colombiana S.A., AICSA. Aparte de estos dos casos, en Colombia no se construían aviones desde la desaparición de las plantas de ensamblaje de Cessna y Piper que existían en la década de 1970 en el Aeropuerto Guaymaral al norte de la ciudad de Bogotá, únicamente ultralivianos en la ciudad de Cali.
T-90C
A partir de la unidad producida número 11, cuyo vuelo de prueba tuvo lugar en marzo de 2013, CAMAN estableció una serie de mejoras que serán introducidas en todos los aviones Calima fabricados y en los que aún se encuentran en fase de construcción. Dichas mejoras fueron producto de los análisis y observaciones durante vuelos de prueba para certificación bajo la Norma FAR23 de la FAA.
Las mejoras incluyen modificaciones a las superficies aerodinámicas para mejorar el comportamiento del avión al entrar en pérdida, un timón de cola revisado, tren de aterrizaje reforzado que permita extender su durabilidad, luces de aterrizaje nuevas y una nueva configuración de aviónica.

## Variantes
- T-90: Prototipos iniciales y versiones de preserie (12 aeronaves) reconvertidas a T-90c.
- T-90C: Versión de serie con aerodinámica mejorada, tren de aterrizaje reforzado y nueva configuración de aviónica.
- T-90D: Versión de serie con sistemas mejorados, el reforzamiento de la bancada del motor y tren de aterrizaje, y un sistema hidráulico con doble reservorio que lo hace más eficiente. Este sistema se utiliza únicamente en los frenos, por lo que estos son más seguros y eficaces en su operación. Se ha adecuado un nuevo sellado de la cubierta de la carlinga que aísla mejor el interior del exterior, así como entradas y salidas de aire adicionales.

## Especificaciones

### Características generales
- Tripulación: 2 (Estudiante e instructor)
- Longitud: 6,88 m (22.5 pies)
- Envergadura: 8,8 m (28.8 pies)
- Superficie alar: 7,66 m² (82,5 ft²)
- Perfil alar: Greg Cole GC 10/ GC11 a la raíz/punta del ala[8]
- Peso vacío: 704.4 kg (1.553 lb)
- Peso cargado: 998,5 kg (2200 lb)
- Planta motriz: 1× Motor reciproco de 4 cilindros opuestos, con inyección de combustible. Lycoming IO-390 A1A6.
  - Potencia: (210 hp) 157 kW (211 CV)
- Hélices: 1× 2 palas de velocidad constante por motor.

### Rendimiento
- Velocidad crucero (Vc): 115 kias (132.0 mph, 213.5 km / h)
- Velocidad de entrada en pérdida (Vs): 71 kias (81.5 mph, 131.8 km / h)
- Alcance: 1435 km (775 nmi)
- Radio de acción: km
- Alcance en combate: km
- Alcance en ferry: km
- Potencia/peso: 4,75 kg/hp

## Desarrollos relacionados
- Lancair Legacy LG